# NGC 1439
NGC 1439 (другие обозначения — ESO 549-9, MCG -4-9-56, PGC 13738) — эллиптическая галактика в созвездии Эридана.
Открыта Уильямом Гершелем в 1784 году. Описание Дрейера: «тусклый, довольно маленький объект, гораздо более яркий к середине». Входит в число перечисленных в оригинальной редакции «Нового общего каталога».
NGC 1439 входит в состав группы галактик NGC 1395. Помимо неё в группу также входят ещё 32 галактики.
Галактика NGC 1439 принадлежит к типу E1. Она обладает необычной "вогнутой" кривой межзвездного поглощения. Ядро её вращается в направлении, противоположном вращению самой галактики.